# ニシャンジュ
ニシャンジュ（トルコ語:Nişancı オスマン語: نشانچی)とは、オスマン帝国御前会議に参加する政府官僚職のひとつである。日本語では国璽尚書と呼ばれる。ニシャンジュは文官階級の長官であり、スルタンの名の書かれたファルマーン、証書、文書、スルタンの署名を示すトゥグラを確認する職務を担っていた。 トゥグラはローマの伝統の継続であり、用意された文書の先頭に押印された。
これに加え、ニシャンジュの主な職務として、外国政府との連携、対応、外国文書の翻訳などを担当していた。 
ニシャンジュという言葉はムラト2世の時代にアラビア語のMüvekkiの代わりに使われるようになった。 ニシャンジュと共に働く者のキュッターブ（küttab）の名は、後にニシャンジュに取って代わったレイスルキュッターブ（Reis-ül Küttab）へと残されている。 ニシャンジュは1836年の外務省設立に至るまで、外務を担った役職である。
ニシャンジュの職務は外務のみではなく、封建騎士の派遣と記録、カーディーやウラマーの選任に関する書類の準備なども職務に含まれていた。
ニシャンジュに関する具体的な最初の記述はメフメト2世の記した書物の中に登場する。 それによれば、ワズィール、カザスケル、財務長官に次いで強大な権力を持つ役職がニシャンジュであった。